# 希戈內區

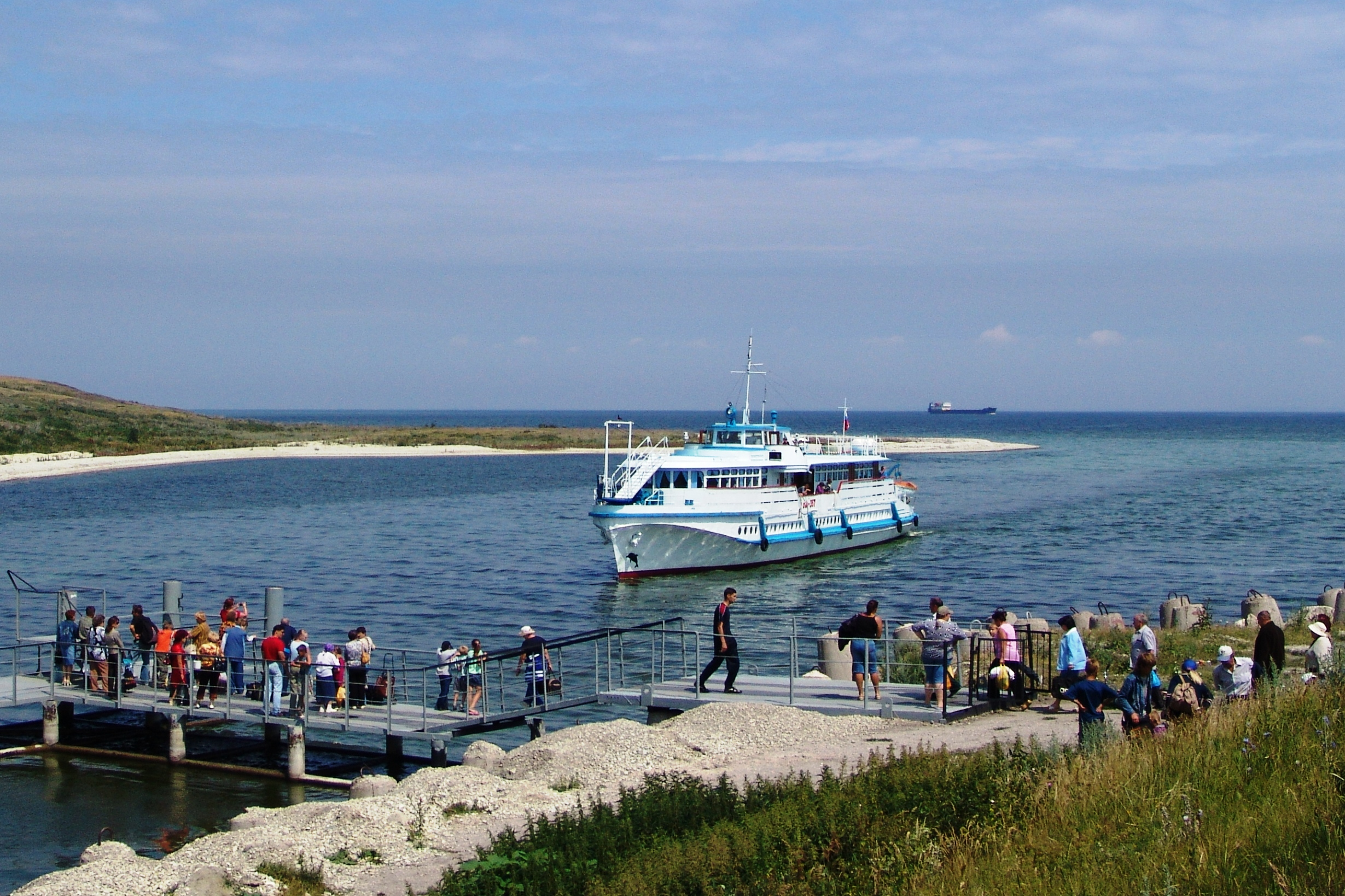

53°23′11″N 48°40′42″E / 53.38639°N 48.67833°E
希戈內區（俄语：Шигонский район），是俄羅斯的一個區，位於該國西南部，由薩馬拉州負責管轄，面積2,134.4平方公里，2010年該區人口21,002，人口密度每平方公里9.84人。